# Bassaka Air
Bassaka Air (кхмер. អាកាសចរណ៍ បាសាកា) — камбоджийская авиакомпания со штаб-квартирой в Пномпене. Авиакомпания принадлежит камбоджийскому инвестиционному холдингу Naga Corporation Limited.

## История

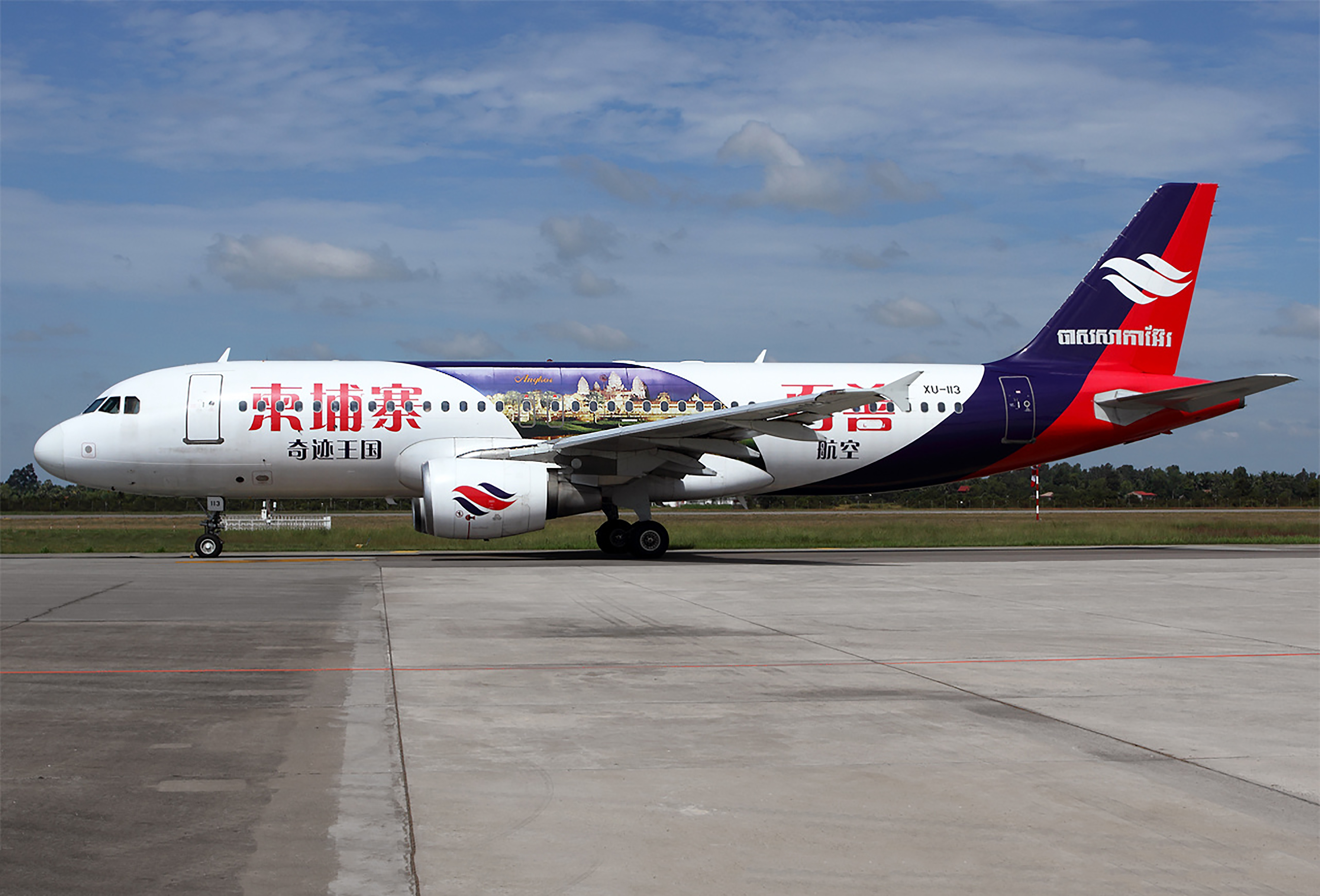
Airbus A320-200 авиакомпании Bassaka Air

Авиакомпания основана под названием PP Air в 2013 году. В 2014 году был произведён ребрендинг, и компания сменила название на Bassaka Air. Начальный флот составили два авиалайнера Airbus A320. Сертификат эксплуатанта был получен 6 октября 2014 года. Компания начала свою операционную деятельность 1 декабря этого же года с внутреннего рейса. С 1 мая 2015 года Bassaka Air запустила чартерные рейсы в Китай.
Авиакомпания создавалась, прежде всего, для перевозки китайских игроков в Naga World — единственный интегрированный гостинично-развлекательный комплекс с казино в Камбодже.
В сентябре 2017 года был подписан протокол намерений между ГСС и Bassaka Air по закупке самолётов Sukhoi Superjet 100.

## Пункты назначения
Bassaka Air имеет рейсы в следующие пункты назначения:
- Камбоджа
  - Пномпень — Международный аэропорт Пномпень (базовый аэропорт)
  - Сиемреап — Международный аэропорт Сиемреап (хаб)
- Макао
  - Макао — Международный аэропорт Макао
- Китай
  - Сиань — Международный аэропорт Сяньян
  - Ханчжоу — Международный аэропорт Сяошань
  - Циндао — Международный аэропорт Лютин
  - Чанша — Международный аэропорт Хуанхуа

## Флот
| Тип             | Количество | Заказано | Вместимость | Вместимость | Вместимость | Примечания    |
| Тип             | Количество | Заказано | C           | Y           | Всего       | Примечания    |
| --------------- | ---------- | -------- | ----------- | ----------- | ----------- | ------------- |
| Airbus A320-200 | 2          | —        | 12          | 138         | 150         | XU-112 XU-113 |
| Total           | 2          | —        |             |             |             |               |